# Ea Trol
Ea Trol là một xã thuộc huyện Sông Hinh, tỉnh Phú Yên, Việt Nam.
Xã Ea Trol có diện tích 153,44 km², dân số năm 1999 là 3485 người, mật độ dân số đạt 23 người/km².